# Thaumastochelopsis wardi
Thaumastochelopsis wardi is een kreeftensoort uit de familie van de Nephropidae. De wetenschappelijke naam van de soort is voor het eerst geldig gepubliceerd in 1988 door Bruce.